# 阿萨戈
阿萨戈（義大利語：Assago），是意大利米蘭廣域市的一个市镇。总面积8.14平方公里，人口8109人，人口密度996.2人/平方公里（2009年）。国家统计（ISTAT）代码为015011。

## 友好城市
- 法國诺宰 2006年
- 捷克斯特热利采（英语：Střelice (Brno-Country District)） 2006年